# Elizabeth Daryush
Elizabeth Daryush, née le 8 décembre 1887 et morte le 7 avril 1977, est une poétesse anglaise.

## Biographie
Elizabeth Daryush est la fille de l'écrivain Robert Bridges ; son grand-père maternel est l'architecte Alfred Waterhouse. Elle épouse Ali Akbar Daryush, fonctionnaire du gouvernement persan qu'elle a rencontré lorsqu'il étudiait à l'université d'Oxford. Elle passe la majeure partie de sa vie à la maison familiale des Bridges, Stockwell, à Boars Hill à l'extérieur d'Oxford.
Ali Akbar Daryush fait du jardin de Boars Hill un jardin commémoratif, nommé d'après son épouse, et géré par l'Oxford Preservation Trust,.

## Œuvre

### Œuvre poétique
Elizabeth Daryush choisit le même type de vie et d'écrits que son père. Son œuvre est critique à l'égard des classes dominantes et de leurs privilèges, ce qui n'apparait pas encore dans ses deux premiers recueils. Selon John Finlay, dans le Dictionary of Literary Biography, « la poésie ancienne de Daryush se préoccupe de sujets plutôt conventionnels et doit beaucoup aux édouardiens ».

### Style syllabique
Daryush, comme son père, utilise le vers syllabique. Elle est célèbre pour cet emploi, notamment dans son poème Accentedal sous forme de quaternion. Yvor Winters, poète et critique, considère que Daryush est meilleure dans l'art du vers syllabique que son père, notant que son poème Still-Life était sa meilleure expérience syllabique Winters considère le contexte social de Still Life, qui n'est pas mentionné, mais dont le poème tire sa puissance.

### Caractéristiques
La poésie de Daryush est reconnue pour ses aspects sociaux et personnels. Comme Finlay le note, « Pour elle […] la poésie traitait toujours du "fait obstiné" de la vie telle qu'elle est, et les seules consolations qu'elle offrait étaient celles de la compréhension et une sorte d'acceptation mi-chrétienne, mi-stoïque de l'inévitable ». Cependant, il soutient aussi que les meilleurs poèmes de Daryush transcendent un tel fatalisme, « traitant des ressources morales trouvées dans son propre être… et une reconnaissance des beautés du monde immédiat et ordinaire qui nous entoure ». Ses poèmes laconiques font preuve de maîtrise formelle, et son dernier poème, le plus long et le plus ambitieux, « Air and Variations », constitue un hommage formel à Gerard Manley Hopkins. Daryush est décrite comme pionnière, poètesse dévouée et sérieuse, dont la poésie est aux prises avec les problèmes les plus intenses de la vie.

## Œuvres
- Sonnets de Hafez et autres vers (1921) comme Elizabeth Bridges
- Vers (1930) (OUP)
- Vers, quatrième livre (1934)
- Poèmes (1935) (Macmillan)[10]
- Le dernier homme et autres vers (1936)
- Poèmes choisis (1948) édité par Yvor Winters
- Versets : Septième Livre (1971) Presse Carcanet
- Poèmes choisis (1972) Carcanet Presse
- Poèmes Recueillis (1976) Carcanet Presse